# NGC 6615
NGC 6615 is een balkspiraalstelsel in het sterrenbeeld Slangendrager. Het hemelobject werd op 9 juli 1863 ontdekt door de Duitse astronoom Albert Marth.

## Synoniemen
- UGC 11196
- MCG 2-46-13
- ZWG 84.34
- PGC 61713